# Aggersundbroen
L'Aggersundbroen ou pont de Aggersund est un pont routier qui franchit le bras de mer de Limfjord et relie les villes d'Aggersund sur l'île de Vendsyssel-Thy et Løgstør, dans la région de Jutland du Nord (Nordjylland) au Danemark.
Le pont a été construit en 1942 selon les plans de l'ingénieur Christen Ostenfeld, il mesure 228 m et comprend une partie basculante en son centre.

## Sources et références
- (da) Cet article est partiellement ou en totalité issu de l’article de Wikipédia en danois intitulé « Aggersundbroen » (voir la liste des auteurs).